# Luzocephalus
Luzocephalus is een geslacht van uitgestorven temnospondyle Batrachomorpha (basale 'amfibieën') uit het Vroeg-Trias van Rusland. Het wordt meestal beschouwd als een lid van de familie Lydekkerinidae, hoewel het ook in de familie Trematosauridae is geplaatst.
De typesoort is Lyrocephaliscus blomi Shishkin 1980. Deze werd nog hetzelfde jaar het aparte geslacht Luzocephalus Shishkin 1980. De geslachtsnaam verwijst naar de rivier de Luza en verbindt de naam daarvan met een Grieks kephalè, 'kop'. De soortaanduiding eert de geoloog G.I. Blom. Het holotype is PIN 3784/1, een schedel.
Verschillende soorten van Lyrocephaliscus werden hierop naar Luzocephalus verhuisd wat een Luzocephalus johannsoni (Säve-Söderbergh, 1935) en een Luzocephalus kochi (Säve-Söderbergh, 1935) opleverde.